# Wilhelm Führ
Wilhelm Führ (* 25. Juli 1883 in Mühlhausen/Thüringen; † nach 1937) war ein deutscher Kommunalpolitiker. Er war von 1928 bis 1937 Oberbürgermeister der Stadt Eberswalde. 

## Leben und Wirken
Führ war promoviert, kam im Ersten Weltkrieg nach Eberswalde und wurde 1917 an der Seite des Oberbürgermeisters Ernst Hopf zum zweiten Bürgermeister der Stadt gewählt. Im April 1928 wurde er als Nachfolger von Ernst Hopf für zwölf Jahre zum Oberbürgermeister von Eberswalde gewählt. 1934 begleitete er den König von Siam bei dessen Besuch in Eberswalde, Niederfinow und der Schorfheide.
Verheiratet war Führ mit Marianne geborene Siegelmann. Nach 1937 lebte er im Ruhestand in Eberswalde.